# Rothorn (Hasliberg/Kerns)
Rothorn är en bergstopp i Schweiz.   Den ligger på gränsen mellan kommunen Hasliberg i kantonen Bern och kommunen Kerns i kantonen Obwalden i den centrala delen av landet, 70 km öster om huvudstaden Bern. Toppen på Rothorn är 2 526 meter över havet, eller 550 meter över den omgivande terrängen. Bredden vid basen är 6,7 km.
Terrängen runt Rothorn är huvudsakligen mycket bergig. Närmaste större samhälle är Meiringen, 6,9 km sydväst om Rothorn. 
Trakten runt Rothorn består i huvudsak av gräsmarker. Runt Rothorn är det mycket glesbefolkat, med 3 invånare per kvadratkilometer.